# Luisa Muraro
Luisa Muraro (Montecchio Maggiore, 14 de junio de 1940) es una filósofa y escritora italiana. Se licenció en Lingüística en la Universidad de Lovaina y en Filosofía de la ciencia en la Universidad Católica de Milán. Es profesora de Pedagogía y Psicología desde 1969.

## Biografía
Luisa Muraro se graduó en Filosofía en la Universidad Católica de Milán en el año 1965 siendo su maestro de referencia Gustavo Bontadini. Posteriormente se graduó en filosofía de la ciencia, realizando la tesis doctoral sobre Emile Meyerson, y tutorizada por Evandro Agazzi.
Su primer escrito relevante fue un texto político en el año 1960, pero su primer gran éxito lo obtuvo con Historia de una herejía feminista que fue traducido de inmediato al alemán y otros idiomas.
Durante la década de los setenta, Luisa Muraro ve truncada su carrera de docente por su participación en la ocupación de la universidad durante unas protestas del alumnado, la expulsan de la universidad y comienza a dar clases en secundaria. Durante este periodo inició un experimento educativo en la llamada escuela antiautoritaria. La experiencia se documentó y se hizo objeto de reflexión en uno de sus libros.
Muraro tuvo siempre una estrecha relación con grupos feministas de Milán, principalmente con el grupo Desmitificación del autoritarismo patriarcal (Demau), fundado en 1965 por Daniela Pellegrini. La filósofa se unió este grupo en 1970 y allí conoció a Lia Cigarini, con la que funda junto con otras personas la Librería de Mujeres de Milán, en el año 1975. Esta librería se convertirá en una de las instituciones más antiguas del feminismo italiano y en un lugar histórico del feminismo europeo. Todos los eventos de esta institución quedaron reflejados en el libro firmado por la Librería de Mujeres de Milán, donde Luisa Muraro fue una de las principales autoras. En la actualidad continúa activa y abierta al público.
Desde 1976 vive en Milán, donde trabajó en el Departamento de Filosofía de la Universidad de Verona. En esa universidad, entre los años 1983 y 1984, Luisa Muraro colabora con Chiara Zamboni, Wanda Tommasi, Adriana Cavarero en la fundación de la comunidad filosófica de mujeres «Diotima». Esta comunidad organizaba seminarios anuales y publicaciones.
Entre los años 1995 y 2001 publicó La dracma en dos volúmenes: Lingua Materna, ciencia Divina y Escritos sobre filosofía mística de Margarita Porete y los amigos de Dios. En estos profundiza en la teoría de la diferencia desde la perspectiva de la religión.
Su bibliografía completa contiene escritos sobre lingüística, filosofía, ciencia, historia, política, feminismo y misticismo. Todo su trabajo suma miles de documentos, libros, reseñas, conferencias, traducciones, entrevistas y, sobre todo, artículos en decenas de diarios y revistas políticas, en Italia y el extranjero.
Entre sus temas privilegiados está la reconstrucción de figuras femeninas del misticismo cristiano, contribuyendo de esta manera también a una importante reflexión teológica sobre la naturaleza femenina de Dios.

## Pensamiento
Su obra forma parte de la apuesta política del pensamiento y práctica de la diferencia sexual, que podría decirse que consiste en repensar la subjetividad según una ontología de la diferencia, poniendo en el centro la libertad femenina y las prácticas que muestran esta libertad.
Luisa Muraro se ha ocupado de estudiar el papel de la madre y su simbología. La autora propone repensar la relación materno-filial y reivindica una filosofía de la diferencia. La madre sería, según Muraro, el punto de referencia fundamental desde el cual pensar y actuar conforme a un lenguaje propiamente femenino: «la madre es el punto de apoyo desde el cual actuar».
Su pensamiento ha sido a veces controvertido dentro del feminismo de la diferencia. Según Luisa Posada Kubissa, Muraro replantea un nuevo valor del papel de la maternidad pero no cuestiona lo suficiente las rígidas estructuras instauradas del patriarcado.
Muraro parte de la consideración de los roles tradicionales asignados a la mujer a lo largo de la historia. Estos roles histórico-femeninos son alarmantes, ya que son roles que no han sido fruto de la elección libre de la mujer sino de la imposición patriarcal establecida. Roles que relegan a la mujer a la procreación y al cuidado de la descendencia y de la ascendencia.
Durante las cuatro últimas décadas, Muraro ha sido una de las mayores representantes del pensamiento y práctica de la diferencia sexual.[cita requerida] Aun jubilada mantiene una actividad constante como investigadora y conferencista, ya que su aporte es solicitado en numerosos foros, en entrevistas de revistas, en la televisión, etc.
Muraro se ha ocupado también de pensar la práctica de la autoridad. Según ella, esta evidencia que es posible relacionarse con el mundo sin tener en cuenta el poder como única manera de interpretar y valorar lo real.
La autoridad que se ofrece en esta práctica es una autoridad diferente, no es equivalente al poder, no tiene nada que ver con ejercer dominio o con el autoritarismo, sino que está próximo al crédito y la confianza que se le da a alguien. Así pues, la práctica de la autoridad consiste en que una persona «hace crecer» a otra con los conocimientos que posee pero, a diferencia del poder, la autoridad no se impone, se reconoce.
Para que se pueda llamar relación de autoridad debe cumplir una condición imprescindible: la persona interesada es quien tiene que reconocer la autoridad, no se puede imponer ni obligar, debe surgir libremente. La dirección en la que se establece la autoridad tiene que estar muy clara porque es ahí donde se encuentra la libertad. Para entender lo que significa la autoridad en el pensamiento de Muraro y de la Librería de mujeres de Milán, es preciso acudir a Hannah Arendt, quien señala que el término autoridad viene del latín, de auctoritas, que a su vez deriva del verbo augere, que significa «aumentar». Con este término, Arendt pretende recuperar el valor de la autoridad prepolítica que rige las relaciones entre adultos y niños, profesores y alumnos del mundo clásico y que se ha ido perdiendo en la modernidad.

## Obra
- La dama del juego. Episodios de la caza de brujas , Milán, Feltrinelli 1976
- Tejer o ganchillo. Contexto lingüístico-político de la enemistad entre la metáfora y la metonimia , Milán, Feltrinelli, 1981, Roma, Manifiesto libri 2004
- Diotima: La idea de la diferencia sexual, La Tartaruga, Milán 1987, Nueva edición 2003
- El orden simbólico de la madre, Roma, Editori Riuniti 1991, 2006
- Diotima: Más allá de la igualdad. Las raíces femeninas de la autoridad, Liguori, Nápoles 1994
- Lengua materna, ciencia divina. Escritos sobre la filosofía mística de Margherita Porete, Napoli, D'Auria 1995
- Lenguaje y verdad en Emily Dickinson, Therese of Lisieux, Ivy Compton-Burnett, Verona 1995.
- Dios de las mujeres, Milán, Mondadori 2003
- Guglielma y Maifreda, Milán, La Tartaruga 1985, 2003
- La dama del juego. La caza de brujas interpretada por sus víctimas, Milán, La Tartaruga 2006
- En el mercado de la felicidad, Milán, Mondadori 2009
- Tres lecciones sobre la diferencia sexual y otras escrituras, Orthotes Editrice , Nápoles 2011 (1994) ISBN 978-88-905619-0-0
- No es para todos. La indescriptible fortuna de ser mujer, editorial de Carocci, Roma, 2011 ISBN 978-88-430578-2-5
- Dios es violento, Nottetempo , 2012 ISBN 978-88-7452-361-0
- Autoridad, Rosenberg & Sellier, 2013 ISBN 978-88-7885-184-9
- Los amigos de Dios. Margherita y los demás, Orthotes Editrice , Nápoles-Salerno 2014 (2001) ISBN 978-88-97806-45-5
- El orden simbólico de la madre, trad. Beatriz Albertini, Mireia Bofill y María-Milagros Rivera Garretas, Madrid, horas y HORAS, 1994
- Più donne che femministe, presentado en el encuentro KörperKonzepte, celebrado en la Universidad de Basilea, 16-17 de marzo de 2001 - Luisa Muraro, Feminismo y política de las mujeres, Duoda. Revista de estudios feministas
- Feminismo y política de las mujeres, presentado en el encuentro. La política de les dones, celebrado en Reus el 30 de noviembre de 2002
- El poder y la política no son lo mismo, Duoda. Revista de estudios feministas.
- Introduzione di una idea, Potere e politica non sono la stessa cosa, Nápoles, Liguori, 2009